# Новая резиденция (Бамберг)
Новая Резиденция (нем. Neue Residenz) – одно из исторических зданий на соборной площади Бамберга.  Была резиденцией  архиепископов бамбергского церковного княжества. Сейчас в здании находятся государственная библиотека и государственная художественная галерея Бамберга.

## История
В XVI веке резиденцией бамбергских церковных князей был замок Гейерсверт (Residenzschloss Geyerswörth). В начале  XVII века было начато строительство нового дворца.
По заказу архиепископа фон Гебсаттеля (Johann Philipp von Gebsattel) в 1605-11 годах были построены два западных крыла здания. Затем строительство было прервано, возобновившись почти через сто лет. В 1697-1703 гг. архиепископом фон Шонборном (Lothar Franz von Schönborn) были построены в стиле барокко еще два крыла.
В качестве резиденции дворец служил до конца существования бамбергского княжества — до начала  XIX века.

## Резиденция сегодня

### Музей

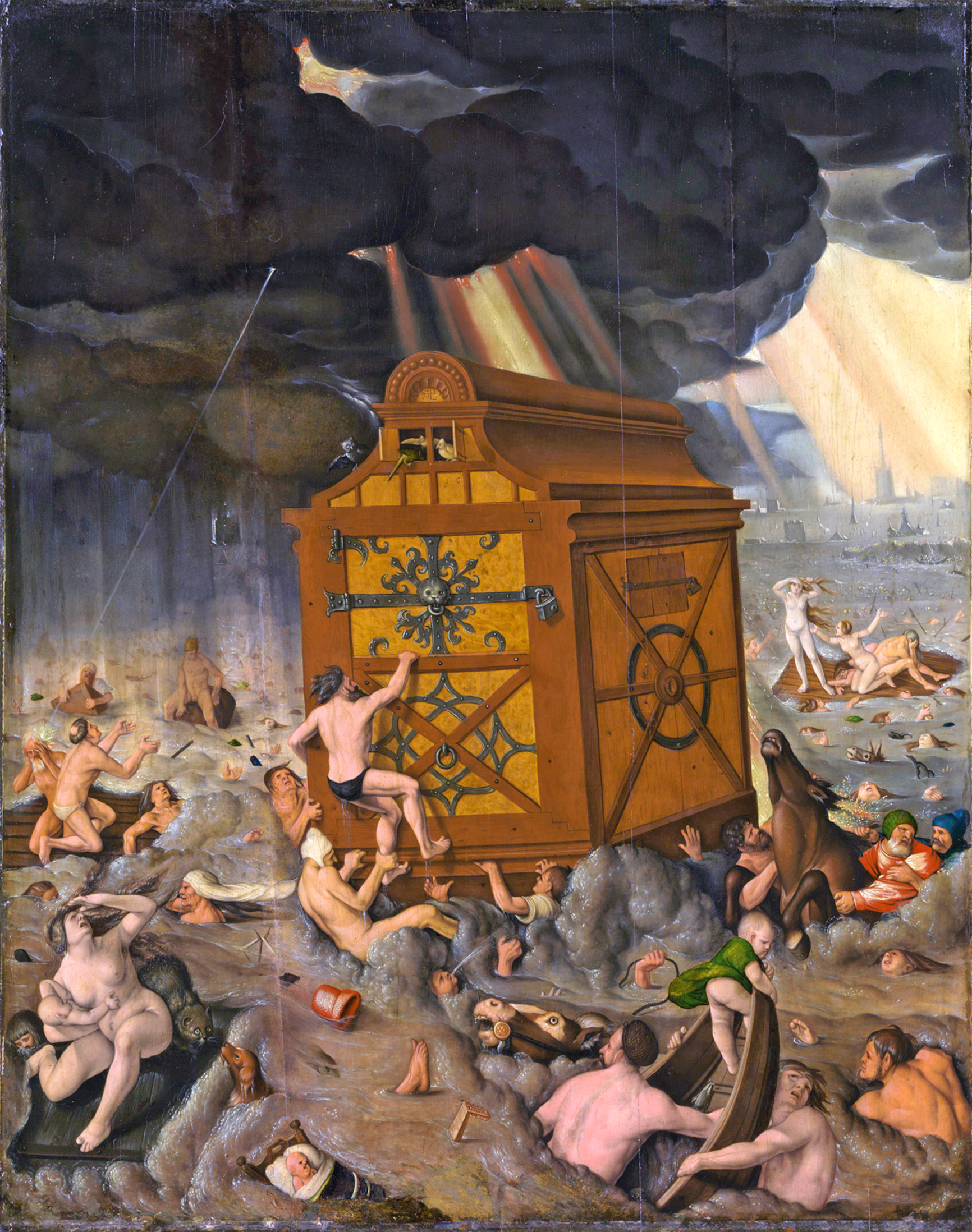
Х. Балдунг. «Всемирный потоп»

Из более чем сорока залов музея выделяются Императорский зал (der Kaisersaal), Мраморный зал (der Marmorsaal), Зеркальная комната (das Spiegelzimmer). В  роскошном Императорском зале находятся портреты шестнадцати императоров Германии.
Художественная галерея является филиалом Баварской государственной коллекции живописи.  Среди картин наиболее известен «Всемирный потоп» (Die Sintflut) Ханса Бальдунга (1516 год).

### Библиотека
В Восточном крыле дворца расположена Государственная библиотека Бамберга.

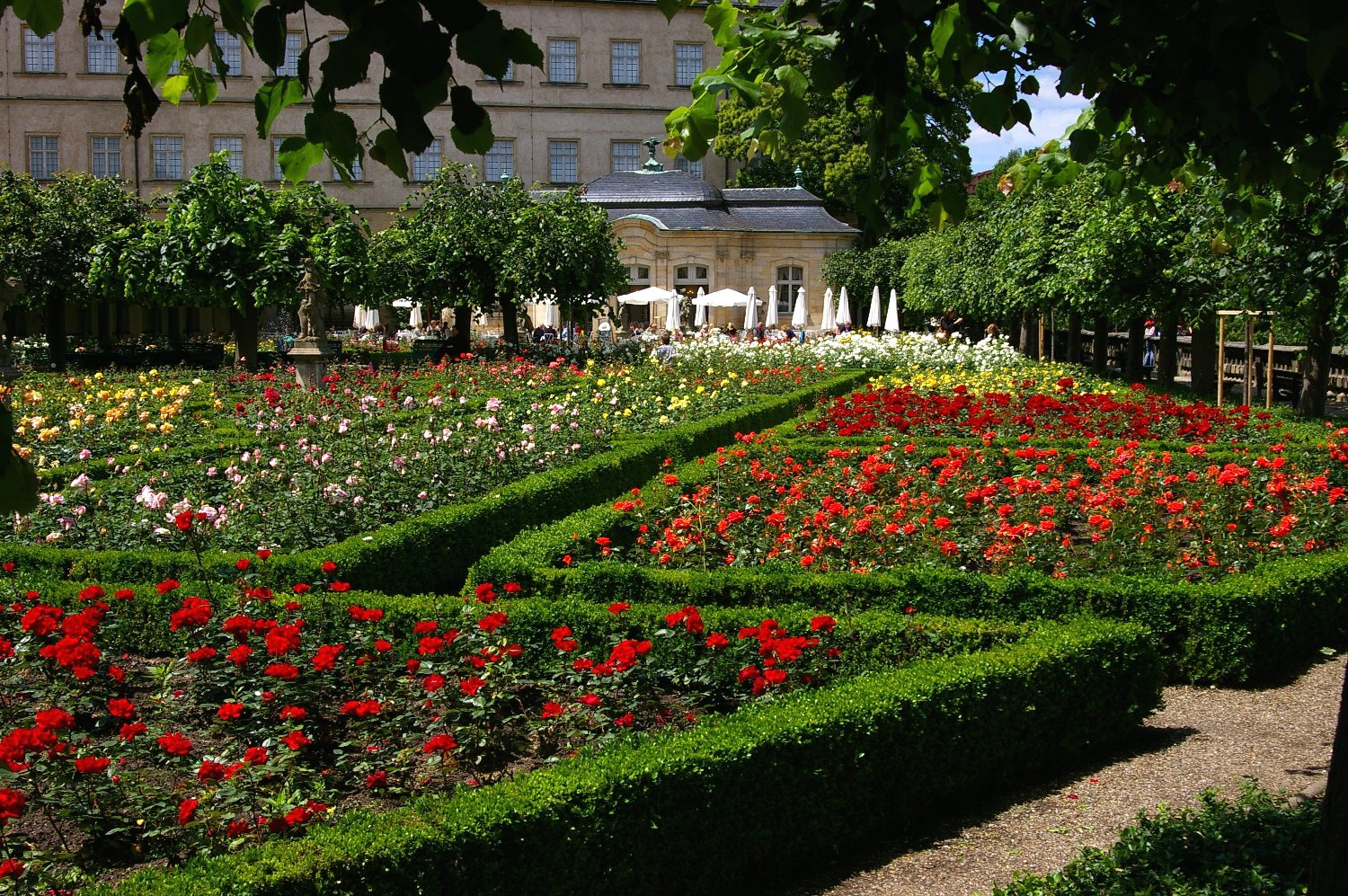
Розовый сад

### Розарий
Во внутреннем дворике Резиденции разбит розарий — популярное место отдыха туристов. Сад был создан в XVIII веке. Над его планировкой работало несколько поколений архитекторов. Среди них знаменитый Бальтазар Нейман.  В нынешнем виде розарий существует с 60-х годов XVIII века — после установки статуй на темы античной мифологии (скульптор Ф. Тиц).
Из розария  открывается живописный вид на Монастырь Святого Михаила и на крыши старого города.

## Исторические факты
• В 1806 году в Резиденции Наполеон  подписал приказ о начале войны с Пруссией. В одном из залов музея выставлен секретер, за которым работал Наполеон.
• В 1815 году при невыясненных обстоятельствах из одного из окон Резиденции выпал и погиб маршал Франции Л. А. 
Бертье. В память этого трагического события в 1934 году на Резиденцштрассе (Residenzstraße) была установлена мемориальная доска.